# كرسوع مطوق المنقار
كرسوع مطوق المنقار (الاسم العلمي: Cladorhynchus) هي جنس من الطيور يتبع الفصيلة النكاتية من رتبة الزقزاقيات.

## أنواع
هذا الجنس يدوم نوع وحيد:
- كرسوع مخطط (الاسم العلمي:Cladorhynchus leucocephalus)